# Imperial Hong Kong Pearl

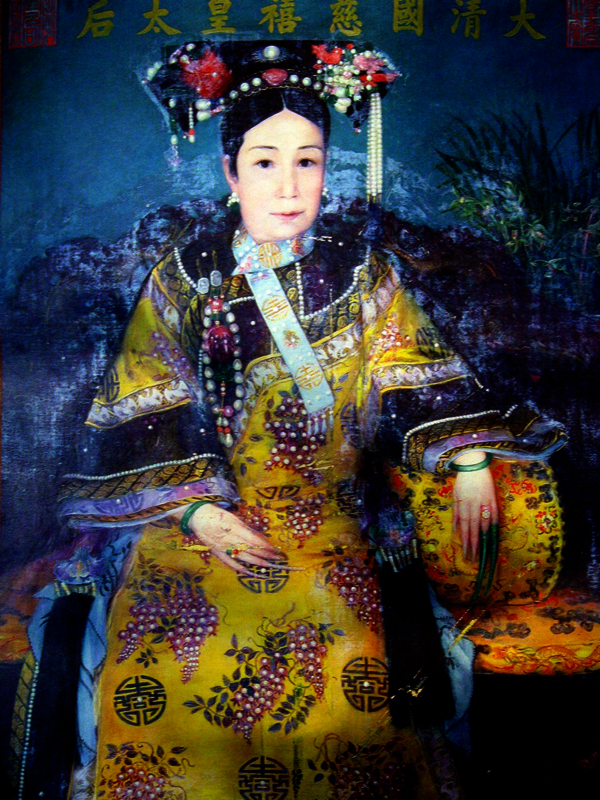
De Keizerin-regentes met pareltooi

De Imperial Hong Kong Pearl is een grote onregelmatige barokparel die in verband wordt gebracht met Keizerin Tz'e-Hsi (Cixi), de regentes van China en weduwe van Keizer Xianfeng. De parel wordt ook wel de "Miracle of the Sea" genoemd en weegt 25.5 gram of 127.5 karaat wat overeenkomt met 510.0 grein. De onregelmatig gevormde peervormige zilverwitte parel groeide in een oester van de in zoutwater levende ondersoort Pinctada maxima en meet 26 x 39 millimeter.
Het is bekend dat Tz'u-Hsi volgens de Chinese gewoonte een parel in de mond kreeg toen zij was overleden. De parel moest het lichaam tegen ontbinding beschermen. Ook de sarcofaag van de keizerin werd met jade, edelstenen en parels gevuld. De tombes van de Chin dynastie werden in 1928 geplunderd door Generaal Sun Dianying. Het goed geconserveerde lichaam van de Keizerin-weduwe werd geschonden en de parel in haar mond werd weggenomen. 
Of de Imperial Hong Kong Pearl werkelijk tot de met Tz'u-Hsi begraven schatten heeft behoord is niet met zekerheid bekend. Van veel bijzonder kostbare parels is de geschiedenis niet met zekerheid bekend; deze kostbaarheden werden vaak gestolen en zij verdwijnen tussen twee veilingen, waarbij de naam van de koper en verkoper vaak geheim blijft, soms decennia uit de publiciteit. Daarom worden rond de grote parels vaak legenden geweven.
Het Amerikaanse bedrijf "Imperial Pearl Syndicate" verwierf de parel in de jaren 40. Gezien op 3 november 2013. De parel kreeg toen de huidige naam.